# Elias Howe
Elias Howe Jr. (Spencer, 9 luglio 1819 – New York, 3 ottobre 1867) è stato un inventore statunitense.

## Biografia
Elias Howe Jr. nacque il 9 luglio 1819 dal dottor Elias Howe Sr (1792–1867) e Polly (Bemis) Howe (1791–1871) a Spencer, Massachusetts. Howe trascorse la sua infanzia e i primi anni da adulto in Massachusetts, dove lavorò come apprendista in una fabbrica tessile a Lowell a partire dal 1835. Dopo la chiusura delle fabbriche a causa del panico del 1837, si trasferì a Cambridge, nel Massachusetts, per lavorare come meccanico con macchine per cardare, facendo apprendista insieme a suo cugino Nathaniel P. Banks. All'inizio del 1838, fece apprendistato presso l'officina di Ari Davis, un maestro meccanico di Cambridge specializzato nella produzione e riparazione di cronometri e altri strumenti di precisione.
Sposò Elizabeth Jennings Ames, figlia di Simon Ames e Jane B. Ames, il 3 marzo 1841 a Cambridge. Ebbero tre figli: Jane Robinson Howe (1842–1912), Simon Ames Howe (1844–1883) e Julia Maria Howe (1846–1869). Ha poi sposato Rose Halladay.

## Invenzione della macchina da cucire e Carriera
Nel settembre 1846 fu il primo a brevettare una macchina per cucire sostanzialmente basata sullo stesso principio delle attuali, benché altre invenzioni per automatizzare la cucitura fossero già apparse in precedenza; il brevetto di Howe fu poi tardivamente rivendicato nel 1850 dall'effettivo inventore, Walter Hunt; a Howe tuttavia il tribunale riconobbe di aver apportato al progetto originale di Hunt migliorie tecniche significative, che l'avevano reso effettivamente funzionante.
Nel 1851 Howe inventò anche la cosiddetta «chiusura automatica continua per abiti», antesignana dell'odierna cerniera lampo, che tuttavia non si curò neppure di commercializzare, appagato dal successo della macchina per cucire.
Morì il 3 ottobre 1867 e fu sepolto nel cimitero di Green-Wood a New York, come peraltro già Walter Hunt.

## Nella cultura di massa
Una dedica a Elias Howe compare alla fine del film Help! con The Beatles, diretto nel 1965 da Richard Lester, nel quale è appunto citato come «inventore della macchina per cucire» benché, come già detto, si tratti storicamente di un errore.